# Yolanda Cruz
Yolanda Cruz (San Juan Quiahije, Oaxaca, 1974) es una documentalista, directora, editora, guionista y productora mexicana. En 2018 fue reconocida con el Premio CDI a la Mejor Película o Video Indígena del Festival Internacional de Cine de Morelia (FICM).

## Biografía
Es originaria de Cieneguilla del Municipio de San Juan Quiahije en Oaxaca. A los 17 años de edad emigró a Estados Unidos. Estudió Artes Liberales en Evergreen State College en Olympia, Washington. Recibió una maestría en Bellas Artes del Departamento de Cine, Televisión y Medios Digitales de la Universidad de California, Los Ángeles (UCLA). Ha participado en seis ediciones del Festival Internacional de Cine de Morelia (FICM). Fundadora de la casa productora Petate Productions.  En 2010 fue becaria del Programa Nativo e Indígena del Instituto Sundance impulsado por el director Bird Runningwater junto con otros tres becarios y tres asesores en un pueblo apache en Nuevo México donde durante cuatro días en el Laboratorio del programa culminó el guion de su documental La Raya. Sus proyectos se han proyectado en festivales de cine y museos de todo el mundo, como el Festival de Cine de Sundance 2000, el Museo Guggenheim en Nueva York, el Park la Villette en París, el Museo Nacional Smithsoniano del Indio Americano y el Instituto Nacional de Cine en la Ciudad de México.

## Trayectoria

### Proyectos
Como Directora, Guionista y Productora, ha trabajado proyectos que representen la vitalidad y riqueza de la cultura indígena, su resistencia y  tribulaciones. Coordina el Festival de Cine Latino-Chicano de la Universidad de Cine de Los Ángeles.

#### Reencuentros: 2501 migrantes[7]
El documental con duración de 53 minutos narra el proceso del pintor y escultor oaxaqueño Alejandro Santiago, de construir 2.501 figuras de cerámica con apariencia humana. Con el propósito de utilizar las figuras que fusionan aspectos del arte precolombino y moderno, para figurar una repoblación de su pueblo natal de Teococuilco de Marcos Pérez, que ha perdido aproximadamente la mitad de su población por la creciente migración en las últimas décadas.  La obra se han exhibido en el Museo de Arte Contemporáneo de la Ciudad de Oaxaca y el Foro Universal de las Culturas en la ciudad norteña de Monterrey.

## Filmografía

### Directora
| Título                                                          | Formato                        | Año  | Función                                   |
| --------------------------------------------------------------- | ------------------------------ | ---- | ----------------------------------------- |
| Guenati'za: Los que vienen de visita                            | Cortometraje                   | 2004 | Directora, guionista, productora, editora |
| Sueños binacionales                                             | Cortometraje                   | 2006 | Directora, guionista                      |
| Los archivos de ACLU Freedom                                    | Serie de televisión documental | 2007 | Directora, productora                     |
| Libertad para aprender: Canalización de la escuela a la prisión | Episodio                       | 2007 | Directora, productora                     |
| Libertad para casarse: parejas del mismo sexo                   | Episodio                       | 2007 | Directora, productora                     |
| Reencuentros: Entre la memoria y la nostalgia                   | Documental                     | 2008 | Directora, guionista                      |
| Reencuentros: 2501 migrantes                                    | Documental                     | 2009 | Directora, guionista                      |
| Echo Bear                                                       | Cortometraje                   | 2012 | Directora, guionista                      |
| El Reloj                                                        | Cortometraje                   | 2013 | Directora, guionista                      |
| Las lecciones de Silveria                                       | Cortometraje                   | 2014 | Directora, guionista                      |
| El Viaje de la Esperanza                                        | Documental                     | 2019 | Directora                                 |
| Cine gloria, Pedro Infante                                      | Videodocumental                | 1996 | Guionista                                 |
| Alex Lora: Esclavo del Rocanrol                                 | Documental                     | 2003 | Productora                                |
| POV                                                             | Serie de televisión documental | 2006 | Departamento de sonido, selft             |

## Premios y nominaciones

#### Festival Internacional del Cine de Morelia (FICM)
| Edición       | Título                                        | Formato                 | Año Creación | Año FICM | Estatus      | Premio                                   |
| ------------- | --------------------------------------------- | ----------------------- | ------------ | -------- | ------------ | ---------------------------------------- |
| Tercera       | Sueños Binacionales                           | Documental              | 2004         | 2005     | Participante |                                          |
| Sexta         | Reencuentros: entre la memoria y la nostalgia | Largometraje Documental | 2008         | 2008     | Ganadora     | CDI a la Mejor Película o Video Indígena |
| Novena        | Guenati'za: Los que vienen de visita          | Documental              | 2004         | 2011     | Participante |                                          |
| Novena        | Entre sueños                                  | Cortometraje            | 2000         | 2011     | Presentación |                                          |
| Novena        | Reencuentros: 2501 migrantes                  | Cortometraje            | 2009         | 2011     | Presentación |                                          |
| Décima        | Echo Bear                                     | Cortometraje            | 2012         | 2012     | Participante |                                          |
| Decimoprimera | El reloj                                      | Cortometraje            | 2013         | 2013     | Presentación |                                          |
| Decimosegunda | Las lecciones de Silveria                     | Cortometraje            | 2014         | 2014     | Participante |                                          |

#### Otros festivales
| Festival                                                                           | Lugar                      | Título                       | Formato    | Año  | Estatus  | Premio                                           |
| ---------------------------------------------------------------------------------- | -------------------------- | ---------------------------- | ---------- | ---- | -------- | ------------------------------------------------ |
| 29° Golden Eagle Awards del Consejo de Eventos Internacionales No Teatrales (CINE) | Rusia                      | Reencuentros: 2501 migrantes | Documental | 2009 | Ganadora | Mejor Documental                                 |
| 12 ° Festival Internacional de Cine de Guanajuato (GIFF)                           | Guanajuato, México         | Reencuentros: 2501 migrantes | Documental | 2009 | Ganadora | Mejor Documental                                 |
| The National Geographic All Roads Film Project                                     | Estados Unidos             | La Raya                      | Documental | 2005 | Ganadora | Mejor Largometraje Documental Premio del Público |
| Festival Internacional de Cine de Guanajuato                                       | Guanajuato. México         | La Raya                      | Documental | 2009 | Ganadora | The Expresión en corto                           |
| Festival Internacional de Cine de Santa Bárbara                                    | California, Estados Unidos | Reencuentros: 2501 migrantes | Documental | 2010 | Nominada | Premio Nueva Visión                              |